# Associazione Calcio Venezia 1969-1970
Questa voce raccoglie le informazioni riguardanti l'Associazione Calcio Venezia nelle competizioni ufficiali della stagione 1969-1970.

## Rosa
| N. |                   | Ruolo | Calciatore         |
| -- | ----------------- | ----- | ------------------ |
|    | Italia (bandiera) | A     | Alessio Badari     |
|    | Italia (bandiera) | D     | Giorgio Bertollo   |
|    | Italia (bandiera) | C     | Bruno Bianchi      |
|    | Italia (bandiera) | C     | Giovanni Cattai    |
|    | Italia (bandiera) | C     | Giuseppe Del Zotto |
|    | Italia (bandiera) | P     | Nevio Favaro       |
|    | Italia (bandiera) | A     | Emilio Ferranti    |
|    | Italia (bandiera) |       | Fattor             |
|    | Italia (bandiera) | C     | Enzo Fregonese     |
|    | Italia (bandiera) | A     | Paolo Gambini      |
|    | Italia (bandiera) | D     | Pietro Ghedin      |
|    | Italia (bandiera) | D     | Ruggero Grion      |
|    | Italia (bandiera) | C     | Aldo Loppoli       |
|    | Italia (bandiera) | C     | Gastole Lupo       |

| N. |                   | Ruolo | Calciatore           |
| -- | ----------------- | ----- | -------------------- |
|    | Italia (bandiera) | A     | Bruno Mantellato     |
|    | Italia (bandiera) | A     | Elvi Pianca          |
|    | Italia (bandiera) | C     | Giacomo Rigo         |
|    | Italia (bandiera) | C     | Franco Ronchi        |
|    | Italia (bandiera) | C     | Vittorino Rossi      |
|    | Italia (bandiera) | D     | Sandro Santarello    |
|    | Italia (bandiera) | C     | Nello Scarpa         |
|    | Italia (bandiera) | P     | Roberto Terreni      |
|    | Italia (bandiera) | A     | Renato Testa         |
|    | Italia (bandiera) |       | Urban                |
|    | Italia (bandiera) | D     | Alessandro Valmassoi |
|    | Italia (bandiera) |       | Giovanni Zamperetti  |
|    | Italia (bandiera) | D     | Roberto Zanon        |